# رود لژا
رود لژا (انگلیسی: Lezha) یک رودخانه در استان ولوگدای کشور روسیه است.